# Poplar Dock
Das Poplar Dock ist ein kleines Hafenbecken im Eastend von London. Es steht in Verbindung mit dem Blackwell Basin der West India Docks. Zwar ist es unabhängig von diesen Hafenanlagen zu sehen, hatte aber nie einen eigenen Zugang zur Themse.
Es wurde ursprünglich als Reihe von Wasserreservoirs von der West India Dock Company gebaut und 1828 fertiggestellt. In einer Zeit, als noch kein Hafenbecken in London einen Eisenbahnanschluss besaß, wurde es in ein Becken für die Eisenbahn umgewandelt. Die East & West India Docks and Birmingham Junction Railway Company (später: North London Railway Company) baute es zum Hafenbecken aus und schuf eine Schienenverbindung mit dem Werkstatthof der Gesellschaft in Chalk Farm. Es war das einzige Hafenbecken in London, das 1909 nicht an die Port of London Authority überantwortet wurde, sondern bis zu seiner Schließung 1981 unter der Verwaltung der British Rail verblieb.
Wegen des fehlenden Zugangs zur Themse benötigten seine Betreiber die Zustimmung der Eigentümer der West India Docks für Nutzungen, die nicht direkt mit deren eigenen Interessen kollidierten. In den frühen Jahren wurde das Hafenbecken hauptsächlich zum Löschen von Kohle aus Nordostengland genutzt.
Der größte Teil des Hafenbeckens dient heute als Liegeplatz für Schiffe, der mit dem Blackwall Basin verbunden ist.